# Krzysztof Rutkowski (ur. 1960)

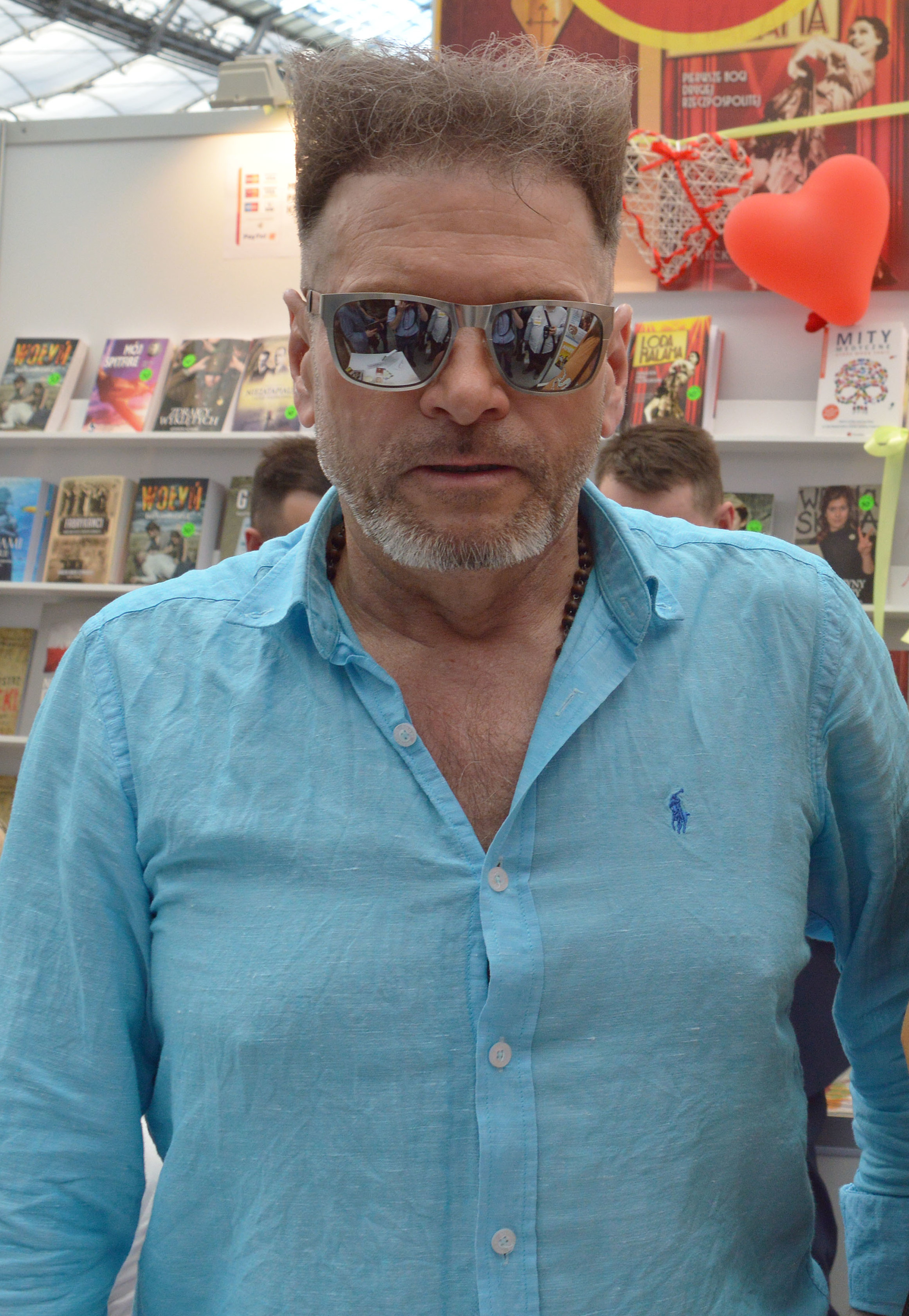
Krzysztof Rutkowski (2017)

Krzysztof Rutkowski (ur. 6 kwietnia 1960 w Teresinie) – polski detektyw, milicjant, przedsiębiorca, polityk i osobowość medialna, w latach 2001–2005 poseł na Sejm IV kadencji, w 2004 poseł do Parlamentu Europejskiego V kadencji.

## Życiorys

### Wykształcenie i praca zawodowa
W 1981 ukończył technikum mechanizacji rolnictwa. Następnie przez kilka lat służył w Milicji Obywatelskiej, należał do warszawskiego oddziału ZOMO. Od 1988 do 1990 był dyrektorem agencji ochroniarskiej. W 1990 w Austrii założył własną agencję detektywistyczną.
W latach 1990–2001 był właścicielem Biura Detektywistycznego „Rutkowski”, w 2002 został właścicielem Biura Doradczego „Rutkowski”. Współpracował z telewizją TVN przy produkcji programu Detektyw, dokumentującego wybrane sprawy prowadzone przez jego przedsiębiorstwo. W 2010 stracił licencję detektywa. Był zaangażowany w szeroko komentowane w mediach sprawy, m.in. zabójstwo Magdaleny Waśniewskiej, zaginięcie Iwony Wieczorek czy zaginięcie Ewy Tylman.
W 2020 dołączył do redakcji Superstacji jako prowadzący program o tematyce kryminalnej.

### Działalność polityczna
W wyborach w 1993 bez powodzenia kandydował do Sejmu z ramienia Bezpartyjnego Bloku Wspierania Reform w województwie skierniewickim (otrzymał 1106 głosów). W wyborach parlamentarnych w 2001 uzyskał mandat posła na Sejm IV kadencji z ramienia Samoobrony RP (wstąpił do tego ugrupowania we wrześniu 2001). Kandydował w okręgu łódzkim, otrzymując 13 946 głosów (4,16% głosów w okręgu). 12 grudnia 2001 wystąpił z klubu parlamentarnego i partii, później zasiadał w kole poselskim Partii Ludowo-Demokratycznej, Federacyjnym Klubie Parlamentarnym i kole poselskim Stronnictwa Gospodarczego. Pracował w Komisji Administracji i Spraw Wewnętrznych oraz w Komisji Kultury i Środków Przekazu. Od 2003 do 2004 był obserwatorem, a od maja do lipca 2004 posłem do Parlamentu Europejskiego V kadencji. W PE zasiadał w Komisji Spraw Zagranicznych, Praw Człowieka, Wspólnego Bezpieczeństwa i Polityki Obronnej.
W wyborach do Parlamentu Europejskiego w 2004 bez powodzenia kandydował z listy koalicji KPEiR-PLD (otrzymał 4422 głosów). W wyborach w 2005 również bezskutecznie startował do Sejmu z listy Polskiego Stronnictwa Ludowego (otrzymał 1087 głosów). Od 2002 do 2006 był doradcą prezydenta Łodzi Jerzego Kropiwnickiego ds. bezpieczeństwa.
W 2008 został zarejestrowany jako niezależny kandydat w wyborach uzupełniających do Senatu zarządzonych w okręgu krośnieńskim przeprowadzonych 22 czerwca 2008 po śmierci senatora Andrzeja Mazurkiewicza; otrzymał 357 głosów, zajmując 10. miejsce wśród 12 kandydatów.

### Postępowania karne
W styczniu 2005 w jednej z łódzkich restauracji zespół jego pracowników zatrzymał dwóch mężczyzn. Nagraną dla potrzeb telewizji TVN akcję wyemitowano w programie Detektyw. W 2015 Sąd Apelacyjny w Łodzi prawomocnym wyrokiem uznał działania Krzysztofa Rutkowskiego za bezprawne i nakazał zapłatę 100 tys. zł zadośćuczynienia za naruszenie dóbr osobistych podczas zatrzymania.
W nocy z 22 na 23 lipca 2006 został zatrzymany przez funkcjonariuszy ABW, a następnie tymczasowo aresztowany, w związku z podejrzeniem m.in. o pranie brudnych pieniędzy oraz poświadczanie nieprawdy. Został zwolniony w maju 2007, przy zastosowaniu innych środków zapobiegawczych.
W czerwcu 2007 został skazany na karę 1,5 roku pozbawienia wolności przez sąd w Antwerpii za bezprawne zatrzymanie w tym mieście poszukiwanego Polaka.
W listopadzie 2008 przed Sądem Okręgowym w Katowicach rozpoczął się jego proces karny, w związku z zarzutami dotyczącymi uczestnictwa w tzw. śląskiej mafii paliwowej. Krzysztof Rutkowski został oskarżony o polecenie pracownikom swego biura wystawienia faktur na 2,5 mln zł za fikcyjne usługi na rzecz innej firmy oraz o powoływanie się na wpływy w instytucjach państwowych. W marcu 2012 został skazany w tej sprawie na karę 2,5 roku pozbawienia wolności. Po odwołaniu się od wyroku w grudniu 2013 prawomocnie orzeczono wobec niego karę 1,5 roku pozbawienia wolności.
W 2012 rozpoczął się proces Krzysztofa Rutkowskiego oskarżonego m.in. o bezprawne prowadzenie działalności detektywistycznej, co dotyczyło czynów z 2003. W 2018 został prawomocnie skazany w tej sprawie na karę 1 roku pozbawienia wolności z warunkowym zawieszeniem oraz na karę grzywny.
W kwietniu 2014 został nieprawomocnie skazany na karę roku pozbawienia wolności z warunkowym zawieszeniem na dwa lata próby za siłowe wejście ze swoimi ludźmi w styczniu 2012 na teren Rafinerii Nafty Glimar w Gorlicach.

## Życie prywatne
Syn Jerzego, milicjanta, i Urszuli; jego oboje rodzice zmarli w 2019. W 2019 zawarł związek małżeński z Mają Plich, z którą ma syna Krzysztofa Jerzego. Wcześniej był trzykrotnie żonaty.
Wystąpił w serialu Sukces (2000) oraz filmie Gulczas, a jak myślisz… (2001). W 2022 uczestniczył w 13. edycji programu Polsatu Dancing with the Stars. Taniec z gwiazdami; występował w parze z Sylwią Madeńską, odpadł w drugim odcinku.

## Wyniki wyborcze
| Wybory | Komitet wyborczy | Komitet wyborczy                                                      | Organ                            | Okręg | Wynik          |
| ------ | ---------------- | --------------------------------------------------------------------- | -------------------------------- | ----- | -------------- |
| 1993   |                  | Bezpartyjny Blok Wspierania Reform                                    | Sejm II kadencji                 | nr 41 | 1106 (0,80%)   |
| 2001   |                  | Samoobrona Rzeczpospolitej Polskiej                                   | Sejm IV kadencji                 | nr 9  | 13 946 (4,16%) |
| 2004   |                  | KKW Krajowa Partia Emerytów i Rencistów – Partia Ludowo-Demokratyczna | Parlament Europejski VI kadencji | nr 6  | 4422 (1,12%)   |
| 2005   |                  | Polskie Stronnictwo Ludowe                                            | Sejm V kadencji                  | nr 9  | 1087 (0,37%)   |
| 2008   |                  | KWW Krzysztofa Rutkowskiego                                           | Senat VII kadencji               | nr 21 | 357 (0,42%)    |